# Veine basilique
La veine basilique (ou veine royale) est la plus grosse veine superficielle du membre supérieur qui permet de drainer certaines parties de la main et de l'avant- bras.

## Trajet
La veine basilique prend naissance à partir du côté médial du réseau veineux dorsal de la main.
Elle remonte la base de l'avant-bras, où son parcours est généralement visible à travers la peau lorsqu'elle se déplace dans la graisse sous-cutanée.
Elle reçoit  la veine médiane cubitale au niveau du pli du coude.
Elle suit le bord médial du muscle biceps brachial. Elle perfore le fascia brachial au-dessus de l'épicondyle médial ou au milieu du bras et se termine dans la veine brachiale médiale, mais elle peut également se terminer directement dans la veine axillaire.

## Aspect clinique
Avec d'autres veines superficielles de l'avant-bras, la veine basilique est un site pour les prélèvements sanguins. Néanmoins, avec le bras généralement en supination pendant la prise de sang, la veine basilique devient difficile d'accès et est donc rarement utilisée.
En chirurgie vasculaire, la veine basilique est parfois utilisée pour créer une fistule artério-veineuse pour permettre l'hémodialyse chez les patients souffrant d'insuffisance rénale.